# Idiataphe longipes
Idiataphe longipes är en trollsländeart som först beskrevs av Hagen 1861.  Idiataphe longipes ingår i släktet Idiataphe och familjen segeltrollsländor. Inga underarter finns listade i Catalogue of Life.